# Кюсин-рю
Кюсин-рю (яп. 扱心流) — древняя школа дзюдзюцу, классическое боевое искусство Японии, основанное приблизительно в 1558 году мастером по имени Инугами Сакон-но-сёкан Нагакацу.

## История

### Период Эдо (1603—1868)
В период Эдо (1603—1868) утвердилось несколько основных стилей дзюдзюцу. Эти школы сосредоточили свою деятельность на различных техниках, которые их основатели разработали и развивали в течение долгого времени. Одной из таких школ является Кюсин-рю, которая была основана приблизительно в 1558 году самураем Инугами Сакон-но-сёкан Нагакацу родом из Хиконе, провинция Оми. Специализацией данного стиля стало атэми-вадза (ударные техники).
После того, как Инугами получил рэйкэн (яп. 霊剣) от своего отца, Инугами Хёгоносукэ (Хайко) Нагацугу, он поступил на обучение к Хаямидзу Нагакадо-но-ками Энсину, от которого впоследствии получил мэнкё в кумиути (борьба в амуниции). Энсин (также известный как Хаями Нага Монмори Энсин) служил телохранителем (яп. 北面の武士) у императора Огимати с 1557 по 1586 год. Дэнсё его школы наряду с кудэн (устными учениями) в конце концов сформировали искусство Энсин-рю.
В собственной школе Инугами сконцентрировался на следующих моментах:
- Атэми вадза — ударные техники;
- Кацу вадза (каппо) — техники реанимации или оказания первой помощи.

Сын основателя школы, Инугами Гунбэй (Кюсинсай) Нагатомо, продолжил развивать учебную программу Кюсин-рю, став следующим наследником стиля. Он распространил учения школы в Кюсю. Здесь Кюсин-рю довольно быстро приобрела уважение и стала известна под различными вариантами написания названия (особенно первого кандзи, кю). На этот период учебная программа школы содержала различные техники борьбы, фехтования и работы с иным оружием.
Инугами Гунбэй Нагаясу, более известный как Инугами Гунбэй (внук Нагакацу), достиг значительных высот в семейном искусстве и настолько развил его учебную программу, что некоторые стали называть его основателем стиля Кюсин-рю. Существует большое сходство между принципами школы Кито-рю и Кюсин-рю, что стало поводом для предположений, что последняя является производным (по крайней мере частично) от Кито-рю. Кроме того, в течение 1717 года Инугами изучал знания Кито-рю под руководством мастера Такино, что также может указывать на корни схожести технического арсенала школ. Из наиболее известных последователей Кюсин-рю того времени выделяются мастера Исино, Цукаматё и Эгути
Школа Кюсин-рю была известна как Инагуми-рю (в честь основателя школы), а Бугэй Рюха Дайдзитэн (яп. 武芸流派大事典, «Энциклопедия Школ Боевых Искусств») упоминает о «Кюсин Ити-рю Дзюдзюцу» (яп. 扱心一流).
В 1881 году человек по имени Такахаси был награждён мокуроку, где были указаны имена Инугами (наследник основателя), Исино, Ивахаси и Кобаяси.
В октябре 1892 года в Лондонской газете «The Idler» была опубликована следующая история об Инугами Гунбэе:

Однажды Инугами Гунбэй, знаменитый учитель школы Кюсин-рю, встретился с Оногава Кисабуро, самым известным борцом того времени, в чайном доме. Они вместе пили сакэ, и Оногава начал хвастаться своими силами, после чего Инугами сказал, что даже великий борец не сможет победить старика, каким он сам является. Разгневанный борец предложил провести проверку сил.
Оногава схватил Инугами, сказав: "Можете ли вы освободиться от захвата?". Гунбэй ответил: "Конечно, если бы вы держали меня более жёстко". Тогда Кисабуро увеличил силу своего захвата и повторил вопрос. И сделал это ещё три раза. Когда Инугами в который раз сказал: "Можете ли вы ухватиться ещё сильнее?", Оногава ослабил хватку, чтобы сделать более жёсткое удержание. В этот момент он был опрокинут на спину мастером Инугами, причём дважды. Оногава было настолько удивлён, что впоследствии стал учеником Гунбэя.
Оригинальный текст (англ.)One day, Inugami Gunbei, a celebrated teacher of the Kyu Shin school, met Onogawa Kisaburo, the most famous wrestler of the time, in a teahouse. They drank sake together, and Onogawa began to brag, whereupon Inugami said that even a great wrestler might not be able to defeat an old man like himself. The angry wrestler proposed a trial of strength.

Onogawa took hold of Inugami, saying, "Can you escape?" "Of course, if you do not hold me more tightly." Then Onogawa grasped him more firmly, and repeated his question. He did this three times, and when Inugami said, "Can you do no more?" Onogawa, relaxing his grip to take a firmer hold, was in a moment pitched over "upon his honourable back" by Inugami. This he did twice. Onogawa was "so much surprised" that he became Inugami's pupil.

### Современная эра
Самым примечательным мастер Кюсин-рю дзюдзюцу в более поздние времена является Сихан Ёсинори (Ядзо) Эгути из префектуры Кумамото, который получил признание ещё на этапе становления современного дзюдо в начале 1880-х годов (период Мэйдзи). В 1895 году губернатор Ватанабэ из префектуры Киото встретился с мастерами видных школ боевых искусств и основал Дай Ниппон Бутокукай. Это была первая официальная организация японских боевых искусств, признанная Министерством образования и одобренная императором Мэйдзи. Именно здесь в 1906 году Дзигоро Кано, основатель дзюдо, выбрал техники для своей будущей системы из наиболее влиятельных школ дзюдзюцу, таких как:
- Тэндзин Синъё-рю;
- Ёсин-рю;
- Ситэн-рю;
- Сэкигути-рю;
- Сосуйси-рю;
- Фусэн-рю;
- Кито-рю;
- Миура Ёсин-рю;
- Такэноути-рю;
- Кюсин-рю.

Сихан Эгути стал одним из ближайших учеников господина Кано в те годы. Кроме того, Департамент полиции Токио (основан в 1874 году) избрал некоторые техники Кюсин-рю дзюдзюцу как часть учебной программы подготовки офицеров.
Эдвард Уильям Бартон-Райт, основатель Бартицу, тренировался совместно с Сиханом Эгути, хотя точно не известно в какой мере. Он появляется на многих ранних фотографиях с Эгути, а также проводил многочисленные публичные демонстрации с ним и другими представителями боевых искусств того времени.
Минэхико Накано из префектуры Ямагути являлся ути дэси (яп. 内弟子:うちでし) Сихана Эгути и получил полную передачу, в том числе секретных техник, школы Кюсин-рю. В Кодокан он сразу был удостоен звания нидан, а спустя короткий промежуток времени был удостоен годан. Это является необычным явлением для Кодокан, учитывая их строгое соблюдение цукинами сиай (ежемесячные турниры), где необходимо продемонстрировать высокий уровень мастерства, чтобы получить новый дан. В конечном счете Накано был удостоен хатидан (8 дан) в Кодокан Дзюдо, будучи одним из самых проверенных и уважаемых участников организации и инструкторов.
По завершении Второй мировой войны Минэхико перебрался в город Ивакуни, что находится возле Хиросимы. Данный город позже стал местом, где основалась Авиабаза Корпуса морской пехоты США. Накано Сэнсэй взаимодействовал с американцами: он обучал их искусству дзюдзюцу.

## Этимология названия
Названием Кюсин (Ити)-рю состоит из следующих иероглифов:
- Кю (яп. 扱) — собирать, накапливать;
- Син (яп. 心) — основа, душа, сердце;
- Ити (яп. 一) — первый, в первую очередь;
- Рю (яп. 流) — стиль, школа.

Обратите внимание, что префикс «Ити» более не используется, а полным названием школы является «Кюсин-рю дзюдзюцу».

## Эмблема школы
Эмблема Кюсин-рю ведёт свои корни от исследования, проведённого Сиханом Эгути во второй половине 19-го века, когда он пытался записать многие из методов дзюдзюцу, практикующихся к Кюсин-рю. Его исследование по истории школы сосредоточено на формализации и документировании стиля, который существовал в период Эйроку (1558—1570), когда пять видных школы дзюдзюцу объединили свои знания, чтобы сформировать систему Кюсин-рю.
Таким образом эмблема стиля представляет собой пятиконечную звезду, каждый конец которой символизирует вклад различных школы дзюдзюцу. Каждая ветвь звезды имеет изогнутый внешний вид, напоминающий цветок вишни (Сакура), почитаемого в Японии.
Красный круг в середине изображения — это красное солнце, которое символизирует Японию, «страну восходящего солнца».
Красный цвет звезды ссылается на «кровавый спорт, то есть бои до смерти, а чёрный контур «преклоняется» перед мастерским уровнем чёрных поясов, достигаемых студентами Кюсин-рю.
Сёгуны (они также практиковали традиции школы) считались одними из самых высоких социальных уровней японского общества в своё время, и это нашло своё отражение в выборе звезды как формы эмблемы.

## Филиалы
Помимо Японии, знания школы Кюсин-рю практикуются в официальных додзё других стран.
В 1940 году был открыт филиал в Лондоне, Великобритания, однако он позже распался.
Одним из членов австралийских оккупационных сил является г-н Рэй Стивенс из Брисбена. Он обучался у Сихана Накано и привёз искусство Ксюин-рю в Брисбен, штат Квинсленд, в начале 1950-х годов. Здесь он объединился с доктором Артуром Джоном (Джек) Россом с целью передать свои познания в дзюдзюцу некоторым известным практикантам боевых искусств, среди которых выделяются Джон Ли Джонс, Десмонд де Венэ, Джим Стэкпул и Джо Элкенханс.
Росс, который основал первую школу дзюдо в Австралии (дзюдо-клуб Брисбен) в 1928 году, отправился в Японию в 1901 году. Он тренировался в Кодокан под руководством Э. Дж. Харрисона, который проводил его сёдан аттестацию перед отъездом в Англию. Впоследствии Росс эмигрировал в Австралию.
На сегодняшний день школой Кюсин-рю в Австралии управляет сихан Джим Стэкпул (англ. Jim Stackpoole, 1968 — сёдан, 1974 — нидан). Он зарегистрировал свою школу в австралийском правительстве как «Федерацию Джиу-джицу Австралии» и в настоящее время является членом Исполнительного совета этой организации.
Кроме того, существует большое число боевых искусств по всему миру, которые используют то же (или аналогичное) название — Кюсин-рю. Некоторые из них обучают каратэ, айки-дзюцу, айкидо, кэндзюцу, дзюдо и даже дзюдзюцу, однако они не представляют собой продолжение оригинальной школы, основанной Нагакацу.